# 奴隸解放
奴隸解放是指奴隸主自願將奴隸釋放以使其自由的行為。
奴隸解放是奴隸制度裡面經常有的一個元素，甚至可能任何奴隸制度都有，而不是對奴隸制度的一種拒絕。

## 奴隸解放後的地位

### 古希臘
希臘的奴隸在被解放後一般都會成為外人。他們成為外國居民，但卻不能成為他們居住地的公民，因此他們獲得的自由並不是完全的自由。